# Uruguay en los Juegos Paralímpicos de Atlanta 1996
Uruguay estuvo representado en los Juegos Paralímpicos de Atlanta 1996 por un deportista masculino.

## Medallistas
El equipo paralímpico uruguayo obtuvo las siguientes medallas:
| Nombre        | Deporte   | Evento              |
| ------------- | --------- | ------------------- |
| Oro           |           |                     |
| —             |           |                     |
| Plata         |           |                     |
| —             |           |                     |
| Bronce        |           |                     |
| Jorge Llerena | Atletismo | 200 m T10 masculino |